# Vincent Gild
Vincent Gild, pseudonyme de Vincent Duval, né le 4 janvier 1974 à Chalon-sur-Saône, est un peintre et sculpteur français associé à l'art abstrait.
Il est particulièrement connu pour son usage des reflets, par ses sculptures sur toile au moyen d'une structure épaisse composée de résine et de peinture à l'huile.

## Travail artistique

### Musique
Musicien guitariste et arrangeur studio, Vincent Gild s'installe à Paris en 1998 afin de réaliser ses projets d'enregistrements sonores avec le chanteur Nicolas Ker. Il est bassiste pour le groupe Paris dans l'album un océan d'étoile sorti en 2007 chez « No Future Records » et auteur compositeur sur le projet « Opéra ». Le groupe Paris assure en 2005 la première partie  d'Alan Vega au club Le Triptyque. Certains des titres du projet « Opéra » sont enregistrés dans les années 2000 et choisis pour la bande originale d'Alien Crystal Palace, le quatrième long métrage d'Arielle Dombasle. Il sort en parallèle en 2004, le single Superworld sous la direction de Bob Sinclar (Yellow Productions) dont la face b est remixée par Thomas Koch (DJ.T). 

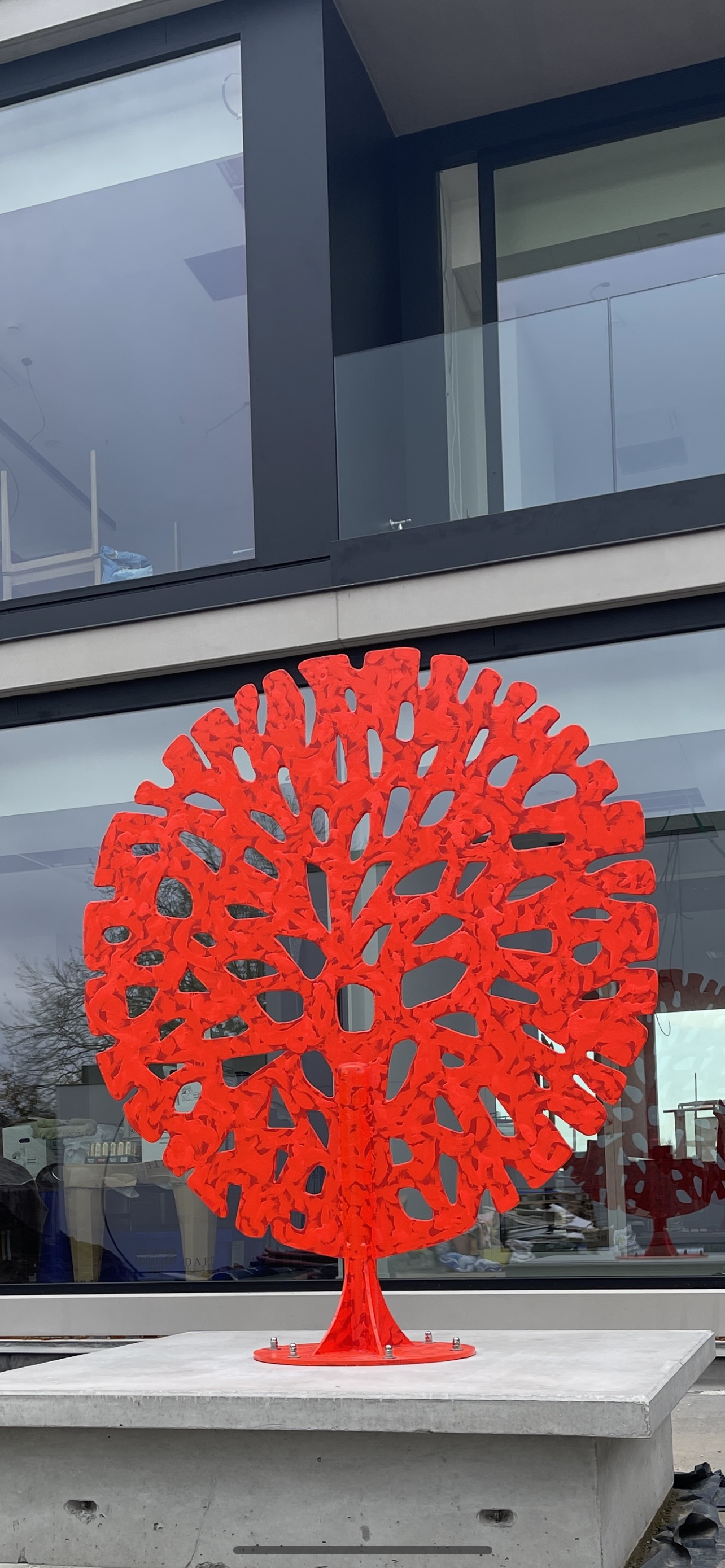
sculpture en acier poli, peinture epoxy, hauteur 2,3 mètres, 2022, Collection privée, Belgique
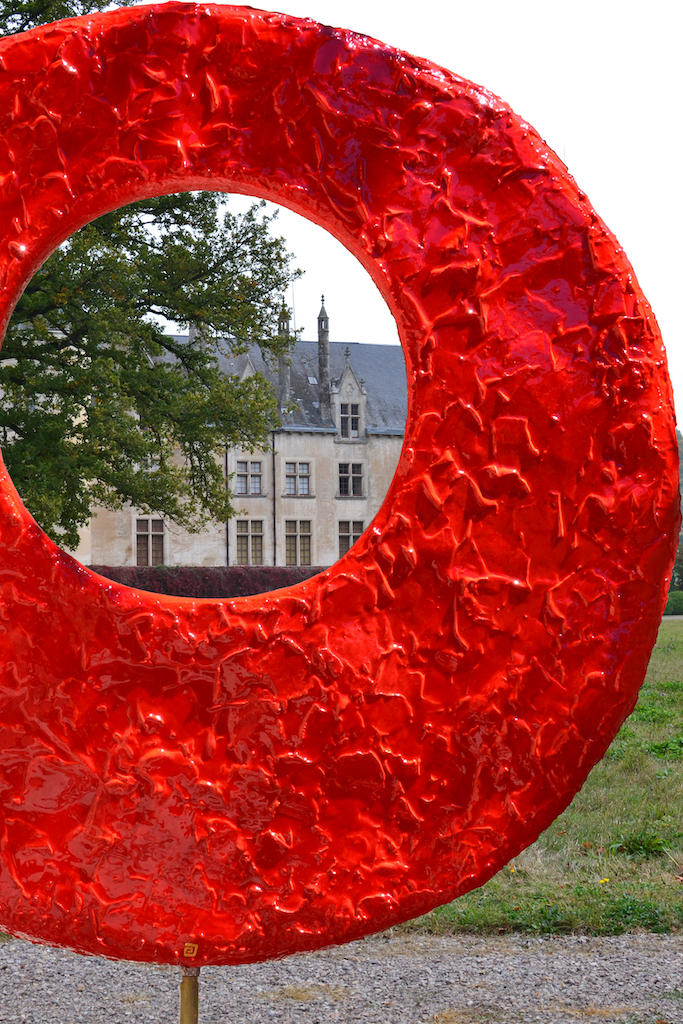
Spirit of Nature.
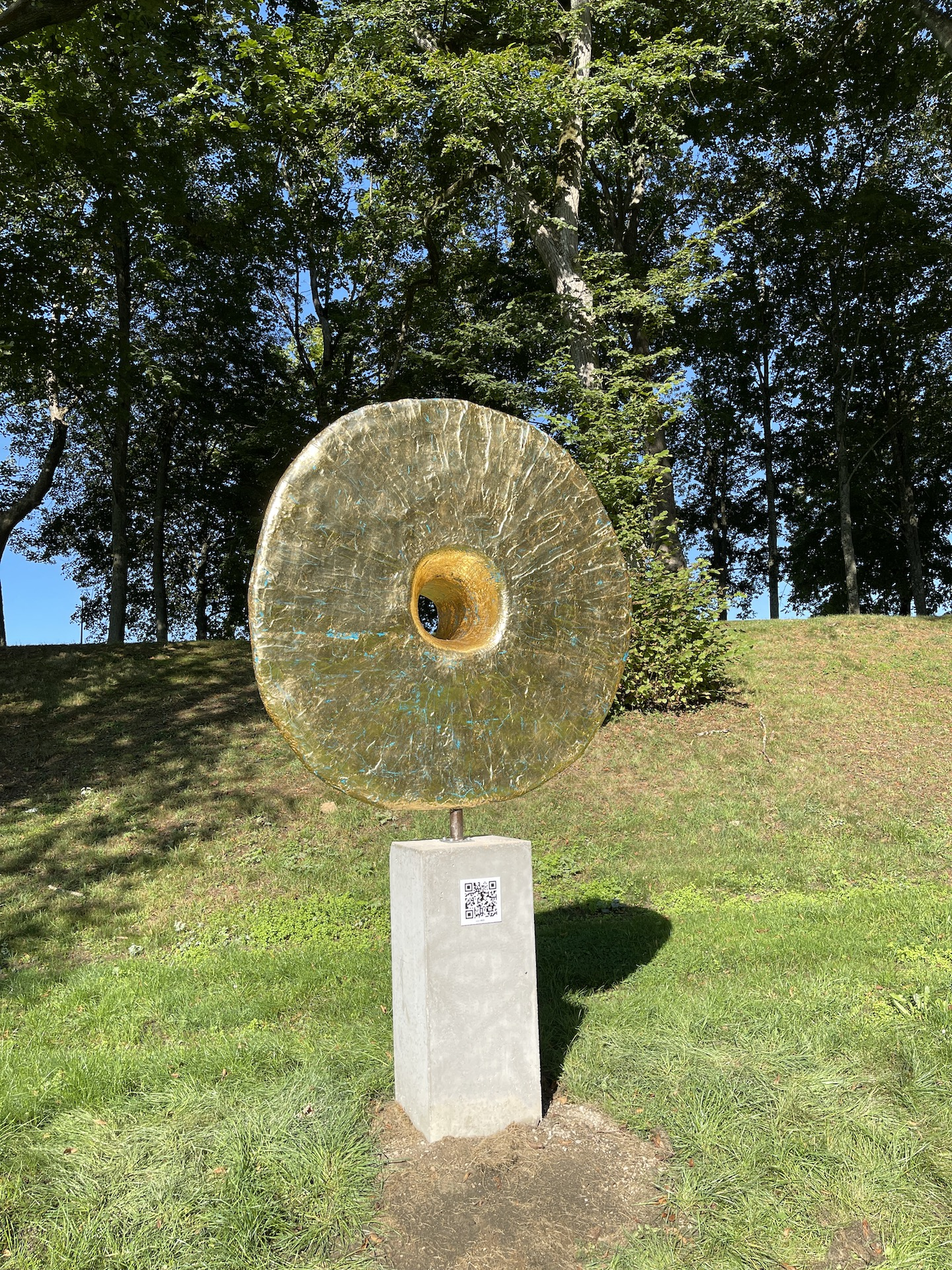
Le Troisième Œil, parc des Quinconces à Semur-en-Auxois.

## Œuvres récentes
En 2023, Vincent Gild réalise un triptyque intitulé Between Gods and Men, composé de trois œuvres mêlant techniques mixtes, symbolisme mythologique et spiritualité contemporaine. Cette série illustre la tension entre la transcendance divine et la condition humaine, thème récurrent dans son travail.

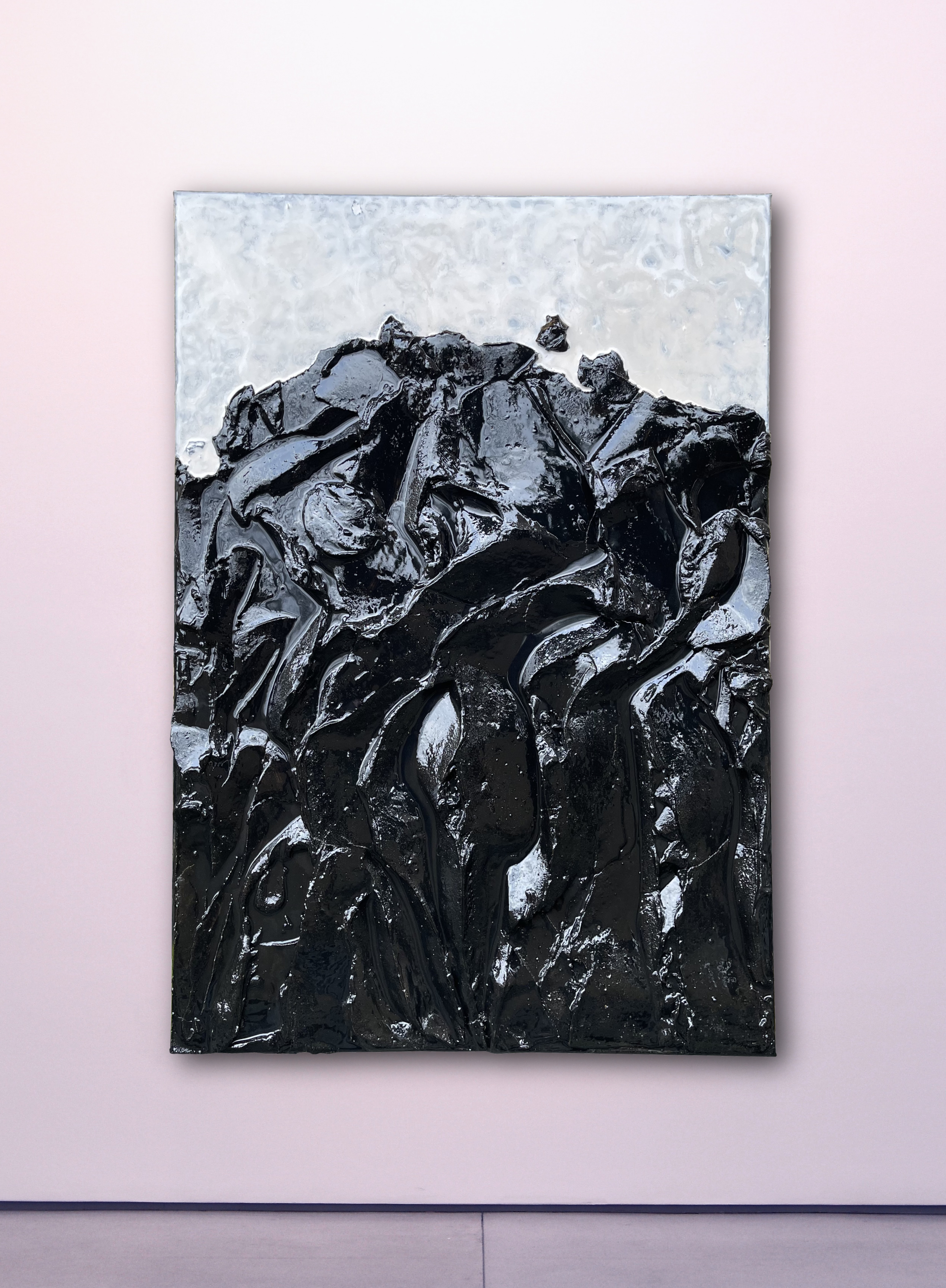
Between Gods and Men I, 2023
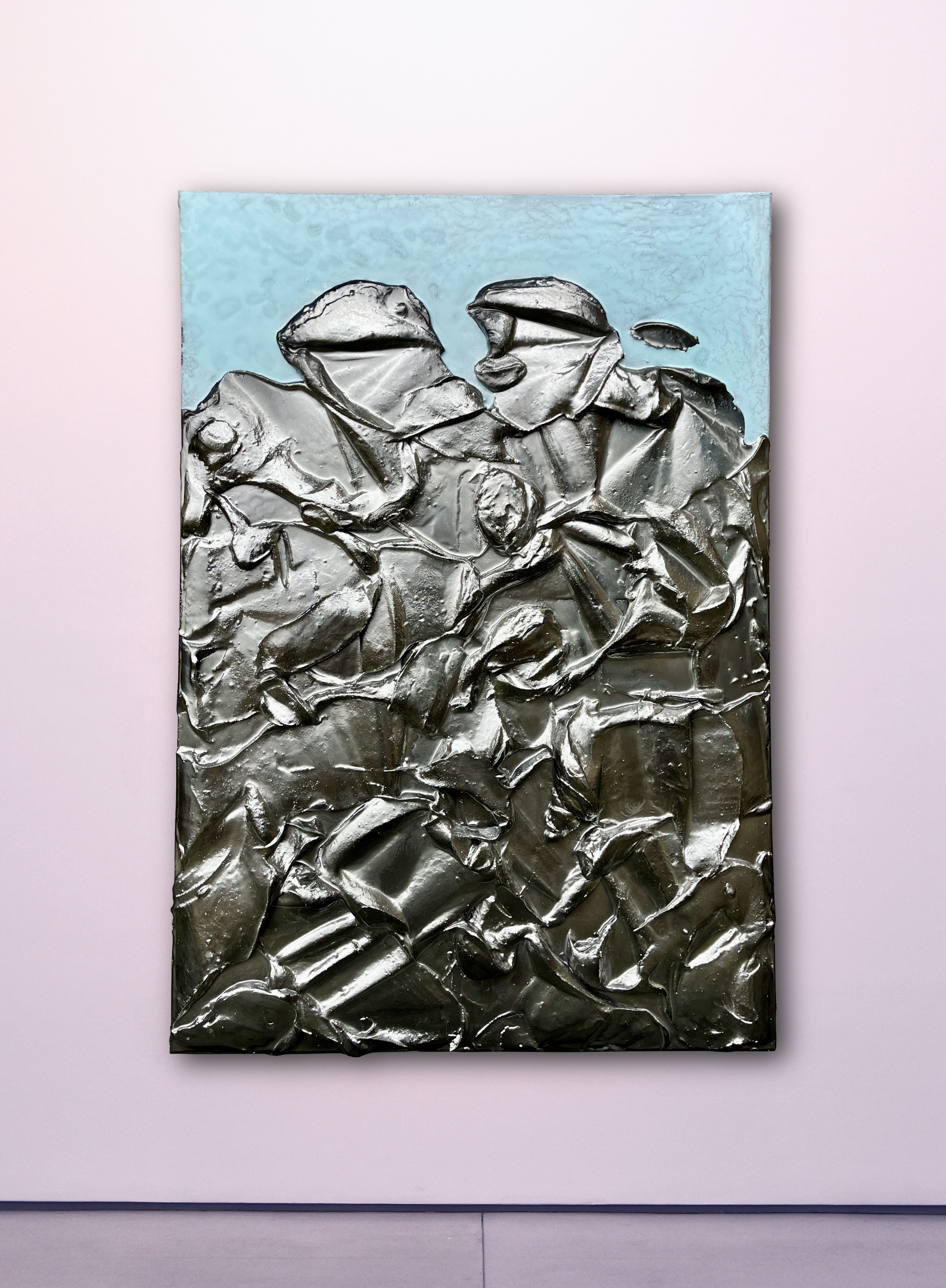
Between Gods and Men II, 2023
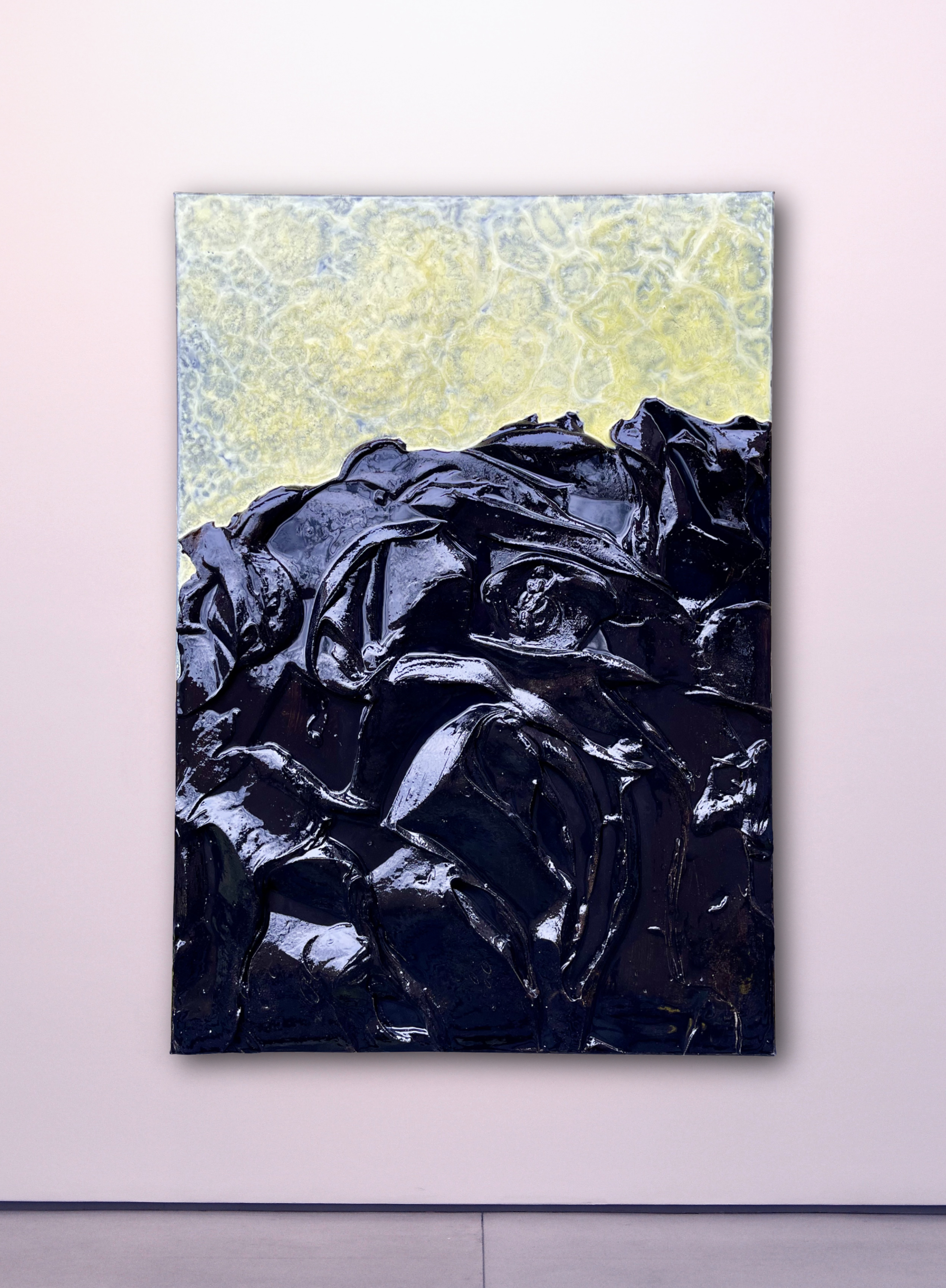
Between Gods and Men III, 2023

Au milieu des années 2000, Vincent Gild abandonne tout projet musical pour se consacrer à la peinture. Cette décision est le résultat de sa collaboration avec la sculptrice néo-zélandaise Marian Fountain, qui l'initia au bronze et aux techniques chimiques de la patine dans son atelier de Montmartre.
Vincent Gild s'isole plusieurs années dans son atelier en Bourgogne et expérimente de nombreux techniques et styles en combinant différents matériaux et supports. Influencé par l'art brut, il développe rapidement une peinture abstraite. Sa première série qu'il appelle « Outre-lumière » est composée de bitume mélangé à de la résine et du bleu outremer. 
Il s'inspire de son passé de musicien et crée un échange direct avec la musique sérielle et répétitive. En 2019, son travail est présenté au centre culturel L'Abéïcité, implanté dans l'abbaye de Corbigny. 
En 2021, il fait don de deux sculptures à la ville de Semur-en-Auxois. 
Vincent Gild est particulièrement connu pour son usage des reflets, par ses sculptures sur toile au moyen d'une structure épaisse composée de résine et de peinture à l'huile. Ses toiles sont réalisées à partir d'un fond de plâtre, sculpté selon son inspiration, puis peintes avec une résine colorée à la peinture à l'huile,.

## Expositions

### 2014
- Peintre dans la rue « Vézelay s'enflamme[9] », Vézelay
- Salon des indépendants « art en capital » Grand Palais - Paris[10]
- Château de Sainte Colombe en Auxois[5]- France- Blue Spirit
- Galerie Mona Lisa-Paris- Outre Lumière

### 2015
- Maison des sires de Domecy-Avallon (89)[11] - Monochromes bleus et or
- Galerie Audet Colmar
- Galerie French Art Factory-Paris - Ooro[12]
- Galerie samhart- Suisse

### 2016
- Galerie Art'Course de Strasbourg Animalité[13]
- Hameau des Baux « concept Hotel des Alpilles décembre 2016 - Journey through the light
- Salon Art3f - Nice
- Peintre dans la rue « Vézelay s'enflamme[9] », Vézelay
- Salon Art3f - Paris

### 2017
- Maison & objet
- Art-up Rouen
- Salon art Nocturne Knokke
- Atelier Borabeau Art Gallery - Deinze, Belgium - Universal language-

### 2018
- Synchronicity- new works 1er-30 juin - Borabeau art Gallery[14]
- Inside Out-10-12 & 16-18 mars- Flanders Expo Gand
- Art Up Lille 15-18 février - L'Âge d'or et Prométhée
- Atelier Borabeau Art Gallery - Deinze, Belgium - Contemplation de la matière et du néant

### 2019
- Exposition personnelle à l'abbaye de Corbigny (89)- "Harmonie entre le visible et l'invisible"[6]
- Le Génie des Jardins 2019 - « TERRE-MÈRE »[15]

### 2025
- Art In Situ Bourgogne - Sur la route des Grands Crus[16]

## Pour approfondir